# Grb Zambije
Grb Zambije usvojen je 24. listopada 1964., kada je Zambija stekla nezavisnost. Grb je zapravo preuređen grb Sjeverne Rodezije koji postoji od 1927. Sastoji se od štita koji prikazuje Viktorijine slapove. Iznad štita se nalazi orao slobode, a štit drže muškarac i žena. Ispod štita je natpis s motom "One Zambia, One Nation" (Jedna Zambija, jedna nacija).

## Također pogledajte
- Zastava Zambije